# 中華人民共和國第十一屆全運會花樣游泳比賽
中華人民共和國第十一屆全運會花樣游泳比賽於2009年10月17日至20日在青岛体育中心游泳跳水馆舉行。比賽設有集體、雙人及自由組合三個項目。

## 獎牌分佈情況
| 項目     | 金牌                                                                      | 银牌                                                                                       | 铜牌                                                                         |
| 集體     | 羅媛 錢思彤 羅茜 王希茜 姜雅琼 梁昀 陳曉君 劉鷗 黃巧榆 王鑫 (廣東)        | 李芯 吳靜怡 王娜 韓瑩 李明珠 蔣文文 蔣婷婷 曹陽陽 葛恩恩 葛思思 (四川)                     | 邵曉瑩 衣曉晨 孫文雁 謝宜珊 李曉璐 奉紫薇 陳軻 魯麗琳 呂曉鳴 梁行思 (湖南)   |
| 雙人     | 蔣婷婷 蔣文文 王娜 (四川)                                                 | 劉鷗 羅茜 梁盷 (廣東)                                                                      | 吳怡文 黃雪辰 湯夢妮 (上海)                                                  |
| 自由組合 | 田婷婷 鍾輗 張曉歡 于樂樂 袁文靜 馬爽 李昂 顧貝貝 范佳晨 常思 張瑤 (北京) | 劉智懿 朱冰清 徐倩儷 吳怡文 湯夢妮 陳瑩珺 蔣佳璐 霍允麗 黃雪辰 戴宗玥 孙萩亭 孙怡靖 (上海) | 許悦 湛慧 吳蕪 張欣雅 朱政 李彦瑩 沈菲菲 馬劼 胡亦江 史欣 左晨晨 徐婕 (江蘇) |

## 獎牌榜
| 名次 | 代表團 | 金牌 | 銀牌 | 銅牌 | 總數 |
| ---- | ------ | ---- | ---- | ---- | ---- |
| 1    | 四川   | 1    | 1    | 0    | 2    |
| 1    | 廣東   | 1    | 1    | 0    | 2    |
| 3    | 北京   | 1    | 0    | 0    | 1    |
| 4    | 上海   | 0    | 1    | 1    | 2    |
| 5    | 湖南   | 0    | 0    | 1    | 1    |
| 5    | 江蘇   | 0    | 0    | 1    | 1    |
| 總計 | 總計   | 3    | 3    | 3    | 9    |